# 에쓰시존슨코리아
에스씨존슨코리아(영어: S.C. Johnson Korea)는 미국의 종합 생활용품 업체이며. 지사는 대한민국 서울에 있다.

## 역사
- 1972년 5월 SC존슨 한국법인 한국존슨㈜로 설립
- 1979년 4월 스프레이식 살충제 레이드(영어: Raid) 한국 첫 출시
- 1980년 3월 스프레이식 살충제 레이드는 유한양행과 판매계약제휴
- 1985년 3월 스프레이식 살충제 레이드는 일양약품과 판매계약제휴
- 1986년 4월 뿌리는 모기 기피제 오프(영어: OFF) 한국 첫 출시
- 1989년 2월 스프레이식 유리광택제 윈덱스(영어: Windex) 한국 첫 출시
- 1998년 4월 삼성제약 살충제부문에 상표 및 공장 매각
- 1998년 5월 모기파리 살충제 에프킬라(영어: F-Killer) 국내에서 재출시
- 2000년 9월 밀폐용기 브랜드 지퍼락(영어: Ziploc) 한국 첫 출시
- 2005년 5월 한국존슨㈜에서 에스씨존슨코리아(유)로 사명 변경
- 2011년 3월 모기파리 살충제 에프킬라와 바퀴살충제 레이드 브랜드 통합